# Тридесет и пети пехотен брянски полк
Тридесет и пети пехотен брянски полк (от руски: 35-й пехотный Брянский генерал-адъютанта князя Горчакова полк) е пехотен полк от Руската императорска армия. Участва в Руско-турската война (1877 – 1878). Проявява се в героичната отбрана на Шипка

## Тридесет и пети пехотен брянски полк

### Създаване
Полкът е създаден на 17 януари 1811 г. като Аландски гарнизонен полк. След многократно прегрупиране е наименуван 35-и пехотен брянски полк (1864). Включен е в състава на 9-а пехотна дивизия.

### Участие във войни
- Отечествената война срещу Наполеон Бонапарт (1812 – 1813)

- Кримската война (1853 – 1856)

- Руско-турската война (1828 – 1829)

- Унгарския поход (1848-1849)

- Руско-турската война (1877 – 1878)

- Руско-японската война (1903 – 1905)

### Награди
- Нагръден знак „За отличие 1833 г.“

- Георгиевско знаме „За Севастопол 1854-1855 г.“

- Георгиевско знаме „За отбраната на Шипка 1877 г.“

- Сребърни тръби „За усмиряването на Унгария 1849 г.“

- Знак „За отличие в Руско-японската война 1903 – 1905 г.“

### Командири на полка
- подполковник Захар Десала (1810)

- майор Александър Юлиус (1812)

- полковник Яков Сиверс (1815)

- полковник Иван Дирин (1816)

- полковник Тилен (1822)

- полковник Константин Семякин (1843)

- полковник Александър Баумгартен (1849)

- полковник Казимир Храповицки (1850)

- полковник Александър Ган (1850)

- полковник Владимир Свечин (1859)

- полковник Александър Липински (1877)

- полковник Едуард Елерс (1877)

- полковник Николай Авинов (1886)

- полковник Александър Немиски (1892)

- полковник Иларион Грузинцев (1909)

- полковник Порфирий Черноглазов (1911)

### Почетен шеф
- генерал-майор Егор Горбунцов

- генерал-адютант княз Михаил Горчаков

### Участие в Руско-турската война 1877 – 1878 г.
Полкът е от състава на 9-а пехотна дивизия с командир генерал-лейтенант княз Николай Святополк-Мирски. Участва в десанта през р.(ека Дунав при Свищов и освобождението на Търново. Включен е в състава на Ловчанско-Севлиевския отряд.
От 9 август 1877 г. полкът е прехвърлен в състава на Шипченски отряд с командир генерал-майор Николай Столетов. Същия ден с ускорен марш пристига като подкрепление на Шипченската позиция. Незабавно се включва в битката за връх Шипка. Във взаимодействие с Българското опълчение и Тридесет и шести пехотен орловски полк се прославя в героичната отбрана на Шипка през август 1877 г.
Командир на полка е полковник Александър Липински.